# Anasyrma

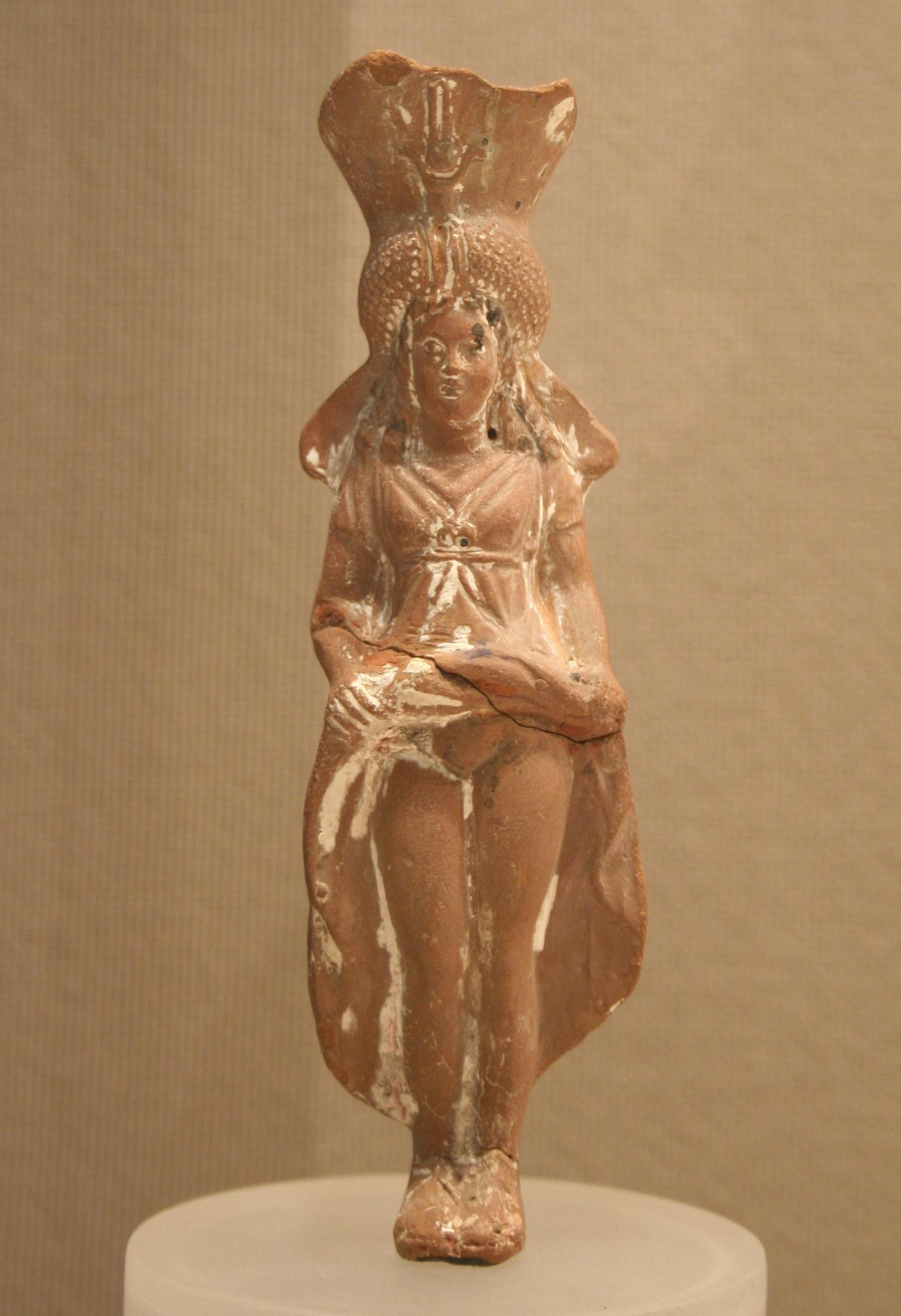
Anasyrma-figurin av Isis eller Afrodite från 300–200 f.Kr.

Anasyrma (klassisk grekiska: ἀνάσυρμα) från ana (ἀνά) som betyder "upp" och syrma (συρμα) som betyder "kjol", är fenomenet att provokativt själv lyfta kjolen och exponera könet eller bakdelen för att skrämma ”det onda”. Fenomenet finns beskrivet sedan antiken och gäller främst kvinnor, men även transpersoner, och är kopplat till vissa religiösa riter, folktro, eroticism, eller oanständiga skämt. Termen används även för att beskriva konstverk där denna företeelse förekommer. Anasyrma skiljer sig från att blotta sig, en liknande gest, men där den senare exhibitionistiska akten har som syfte att hetsa upp den som blottar sig, så har anasyrma bara som syfte att påverka den som utsätts för gesten.
Anasyrma kan fungera som en apotropeisk handling, det vill säga en rituellt avvärjande handling mot något övernaturligt ont, eller göras för att skrämma en faktisk fiende. Det kan även vara en handling för att bringa någon ur fattning, väcka förvåning, för att få någon att skratta eller för att lätta på någons sorg.
På många platser har tron grundat sig på att det kvinnliga reproduktionssystemet är kopplat med starka tabun, myter och rädslor, men också förmågan till reproduktion. En kvinnas förmåga att föda barn anses övernaturligt och vaginan är en passage mellan denna, och den andra sidan.

## Under grekiska antiken

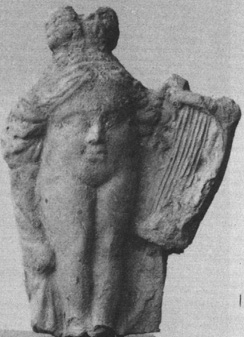
Bauba-figurin från Priene.

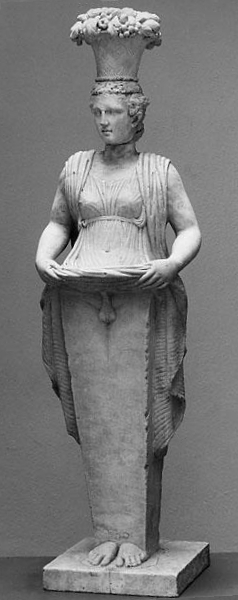
Afroditus i form av en anasyromenos, på Nationalmuseum i Stockholm.

Rituellt gyckel och exponering av intima kroppsdelar var vanligt i kulten kring Demeter och Dionysus, och förekommer i firandet av de eleusinska mysterierna kopplade till dessa båda gudomar. I en myt om Demeter träffar gudinnan en gammal kvinna som heter Baubo som får Demeter att skratta genom att exponera sina könsdelar i en ritual som kallas anasyrma. En grupp med statyetter från Priene, en jonisk stad på västkusten i Mindre Asien, beskrivs ofta som Baubo-figuriner, och föreställer kvinnokroppar där ansiktet sitter ihop med den nakna underkroppen. Dessa figuriner förekom som pendang till fallosfigurer dekorerade med ögon, mun och ibland även med ben.
Terracottafiguriner av hermafroditer, så kallade anasyromenos, med bröst och ett långt lyftat klädesplagg som exponerar ett manligt könsorgan har hittats från Sicilien till Lesbos, och dateras till sena klassiska till tidiga hellenistska perioden. Antika skrifter indikerar att figurinerna kan föreställa den androgyna cypriotiska gudomen och fruktbarhetssymbolen Afroditus, den manliga varianten av Afrodite, vars kult introducerades till grekiska fastlandet under 600–500-talet f.Kr. Afroditus blottade fallos ansågs ha apotropeiska krafter, skydda mot det onda ögat och bringa lycka.

## Apotropeisk magi kopplad till nakenhet

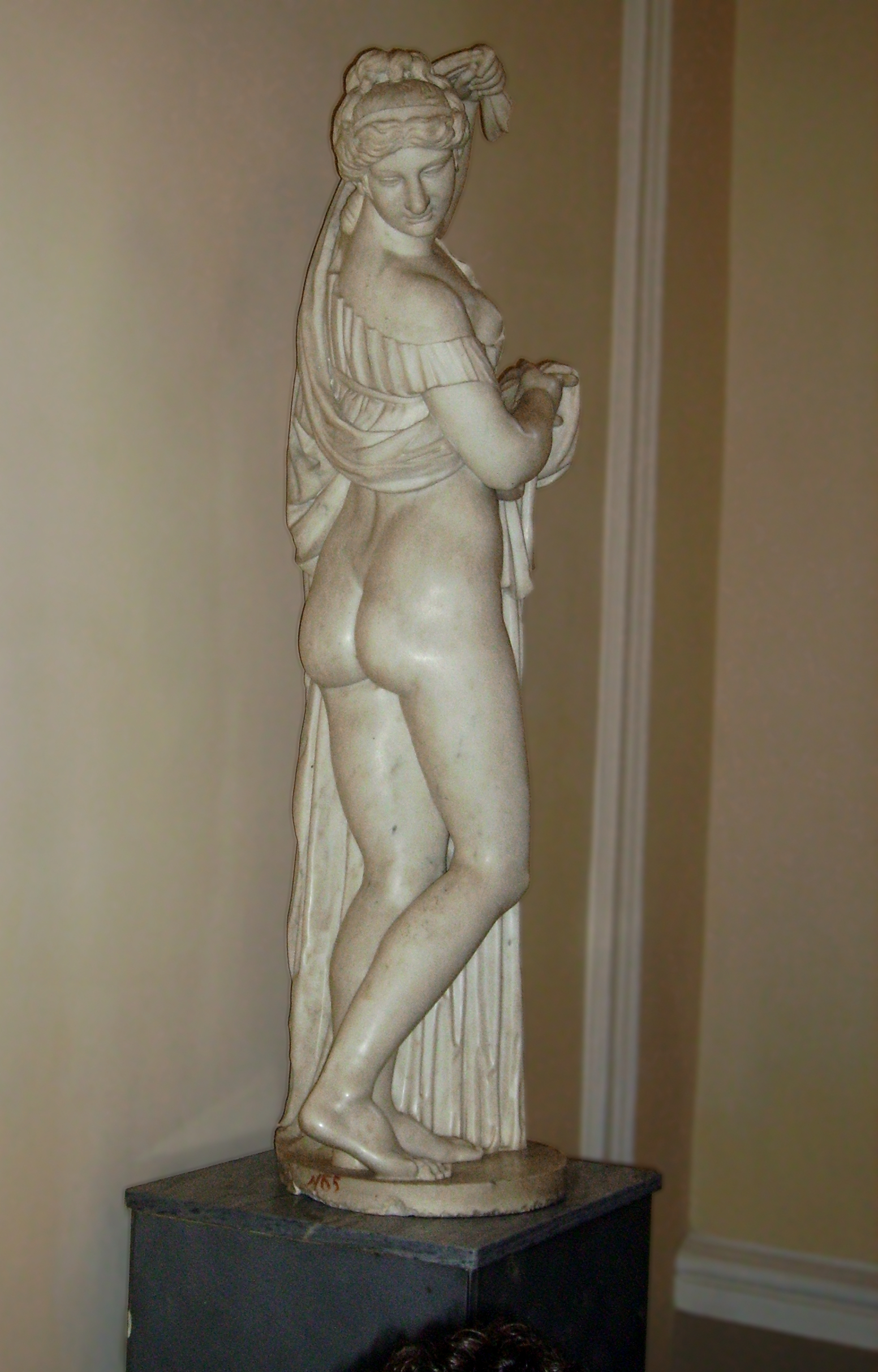
Kopia av den hellensitiska Afrodite Kallipygos på Hermitaget i Sankt Petersburg. Ett exempel på en anasyrma som visar rumpan.

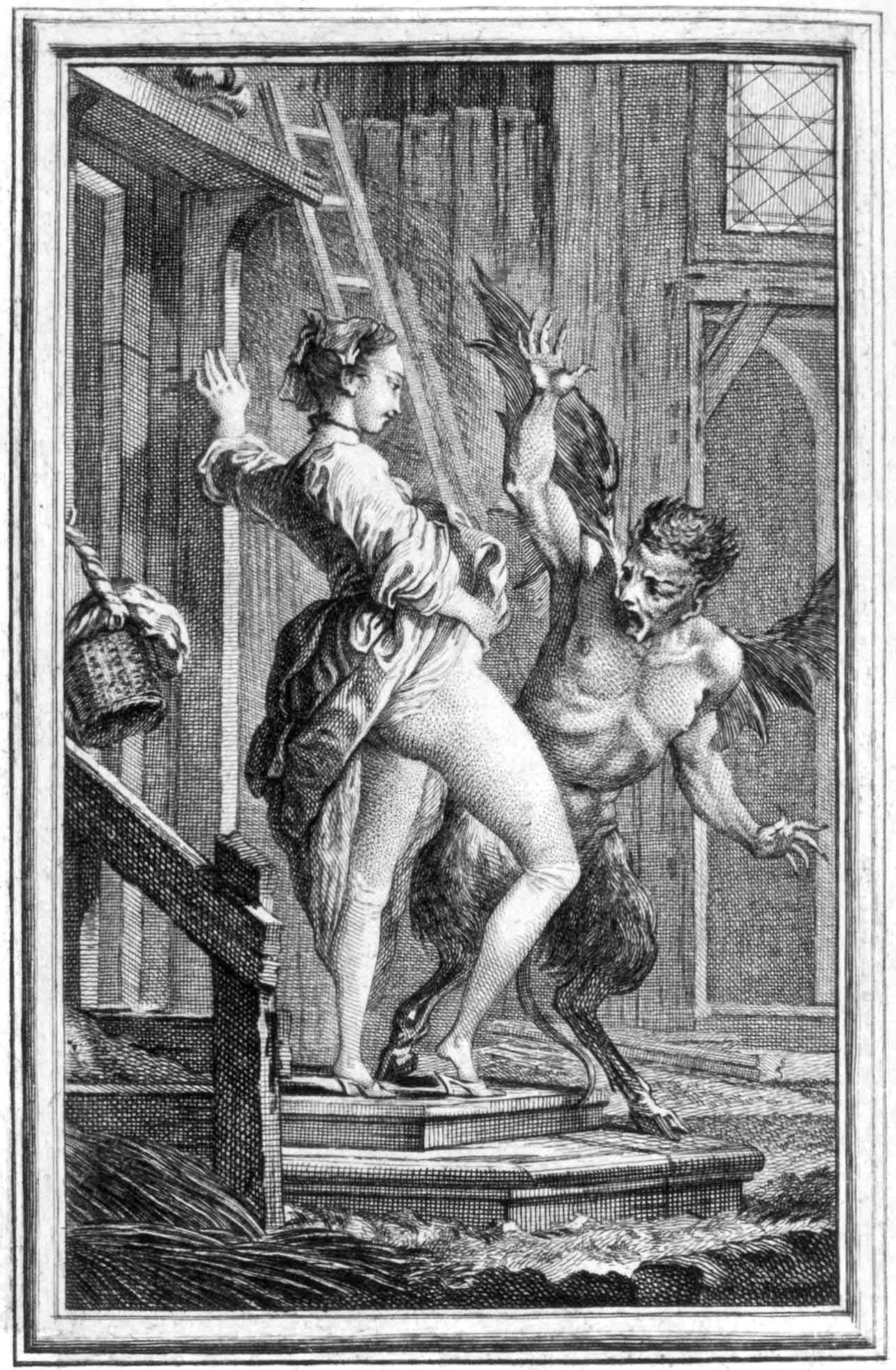
Illustration ur La Fontaines Nouveaux Contes från 1674.

Många historiska källor hävdar att anasyrma hade dramatiska och övernaturliga effekter – både positiva och negativa. Plinius den äldre skrev att en menstruerande kvinna som blottar sin kropp kan skrämma iväg hagelstormar, virvelvindar och åska. Om hon helt naken går över ett fält kommer ohyran att ramla av sädens ax. Även när hon inte menstruerar kan hon avvärja en storm ute till havs genom att exponera sitt kön.
Enligt folktro både på Irland och i Kina ska kvinnor ha lyft sina kjolar för att skrämma bort fienden. Och enligt folktro på Balkan kunde kvinnor, när det regnade för mycket, rusa ut på fälten och lyfta kjolen för att skrämma gudarna och få regnet att upphöra. I Jean de La Fontaines Nouveaux Contes från 1674, blir en demon så förskräckt av åsynen av en kvinnas sköte att han flyr. Liknande avbildningar, kallade sheela na gig, var vanliga på medeltida kyrkor och slottsbyggnader i norra Europa och på Brittiska öarna.
Inom finsk folktro kallades anasyrma för Harakointi och hade magiska effekter på djur och människor och kunde skydda eller förbanna en person. Prästen och den samiska folkloresamlaren Jacob Fellman skrev ned en historia om häxan Piggan som genom att visa könet fick nio vargar att attackera motståndarna. Harakointi finns fortfarande kvar på vissa platser i finsk folklore kopplat till midsommarfirandet.
I vissa länder i Afrika kan en kvinna som exponerar sitt kön fortfarande ses som en förbannelse eller som en gest för att avvärja ondska. På vissa håll i Nigeria är denna tro mycket stark och en man som utsätts för det anses i det närmaste som socialt död. Under protester i Nigeria mot oljeindustrin genomförde kvinnor anasyrma och Leymah Gbowee använde anasyrma i sina försök att skapa fred under Andra liberiska inbördeskriget.